# Jardim da Manga
O Jardim da Manga, também conhecido como Claustro da Manga e Claustro da Manga do Mosteiro de Santa Cruz, localiza-se na freguesia de Coimbra (Sé Nova, Santa Cruz, Almedina e São Bartolomeu),  na cidade, município e distrito de Coimbra, em Portugal. Este logradouro público situa-se atualmente nas traseiras do Mosteiro de Santa Cruz, na baixa da cidade.
É uma das primeiras obras arquitectónicas inteiramente renascentistas feitas em Portugal e a sua estrutura é evocativa da Fonte da Vida.
Encontra-se classificado como Monumento Nacional desde 1934.

## História
Remonta à antiga Fonte da Manga, do Mosteiro de Santa Cruz, pertencente aos monges da Ordem de Santo Agostinho, erguida em 1528.
O jardim é dominado por uma edificação, de que atualmente nos restam apenas a cúpula e fonte centrais, ligadas a quatro pequenas capelas e circundadas por pequenos lagos de forma rectangular. Nas capelas destacam-se três pequenos retábulos, muito mutilados, atribuídos a João de Ruão. Originalmente eram quatro.
Acerca de sua construção e toponímia, a tradição local afirma que, certo dia em que o rei João III de Portugal visitava o mosteiro, e deparando com um amplo espaço desaproveitado, esboçou na manga do seu gibão um claustro e jardim circundante, que mandou depois executar.

## Características
Em estilo renascentista, caracteriza-se por um corpo central em forma de zimbório, assente sobre oito colunas e cercado por quatro pequenas capelas. Destacam-se os jogos de água inspirados na arquitectura árabe.